# Soil (manga)
Soil (SOIL ソイル?, Soiru) è un manga scritto e disegnato da Atsushi Kaneko, serializzato sul Comic Beam della Enterbrain dal 2003 al 2010. Un dorama basato sulla serie, diretto da Takashi Shimizu e Yūdai Yamaguchi, è stato trasmesso su WOWOW tra il 5 marzo e il 23 aprile 2010. In Italia i diritti del manga sono stati acquistati da Panini Comics.

## Personaggi
Onoda (小野田?)
Yokoi (横井?)

## Accoglienza
Il manga è stato candidato nella categoria "miglior fumetto giallo" al Festival international de la bande dessinée d'Angoulême nel 2012 e nella categoria "miglior fumetto" nel 2013.